# Шарлотт/Дуглас
Международный аэропорт Шарлотт/Дуглас (англ. Charlotte Douglas International Airport), (ИАТА: CLT, ИКАО: KCLT, FAA LID: CLT) — международный аэропорт совместного базирования, расположенный в городе Шарлотт (Северная Каролина), США.
Аэропорт введён в действие в 1935 году под первоначальным названием Муниципальный аэропорт Шарлотт, в 1954 году название было изменено на Муниципальный аэропорт имени Дугласа в честь бывшего мэра города Бена Элберта Дугласа. Современное название аэропорт получил в 1982 году.
В настоящее время Международный аэропорт Шарлотт/Дуглас используется магистральной авиакомпанией US Airways в качестве её главного транзитного узла (хаба) авиационных перевозок и обслуживает более 135 беспосадочных маршрутов внутри страны и на международных направлениях. По состоянию на 2009 года аэропорт занял восьмое место в списке наиболее загруженных аэропортов США по показателю количества взлётов и посадок воздушных судов и 24-е место среди всех аэропортов мира по показателю количества обслуженных авиапассажиров.

## История

### Ранний период
В 1930 году городская администрация получила от Управления общественных работ США грант в размере 200 000 долларов США на строительство первого муниципального аэропорта Шарлотт, который был введён в эксплуатацию в 1936 году. В следующем году авиакомпания Eastern Air Lines открыла регулярные коммерческие рейсы. Первое здание пассажирского терминала существует и в настоящее время в качестве Музея авиации штата Северная Каролина.
В 1941 году с началом Второй мировой войны аэропорт перешёл в ведение Военно-воздушных сил Армии США, которые развернули военно-воздушную базу Моррис-Филд. Аэропорт использовался Третьей воздушной армией США для противолодочного патрулирования и в качестве тренировочной базы для военных пилотов.

### С 1950 до середины 1960-х годов: начало реактивной эры
В 1950 году в аэропорту развернула маршрутную сеть магистральная авиакомпания Eastern Air Lines. В 1954 году было открыто новое здание пассажирского терминала площадью 6500 квадратных метров и аэропорт сменил своё название на Муниципальный аэропорт имени Дугласа по имени бывшего мэра Шарлотт Бена Элберта Дугласа (младшего). Терминал размещался на двух этажах, при этом пассажирские перевозки обслуживались только на первом этаже. Стойки регистрации билетов и багажные карусели располагались по обе стороны терминала, в северной и южной его частях, на свободных площадях между ними помещались служебные помещения, рестораны и офисы различных авиакомпаний. В 1956 году аэропорт вошёл в состав маршрутной сети магистральной авиакомпании Delta Air Lines.
В 1962 году Eastern Air Lines первой в аэропорту Шарлотт начала выполнение регулярных рейсов на реактивных самолётах. К тому времени основные авиакомпании распределили зоны пассажирского терминала аэропорта следующим образом: пассажиры Eastern Air Lines обслуживались в западном крыле, Piedmont Airines и Delta Air Lines — в центральной зоне аэровокзала, а United Airlines и Southern Airways — в восточной части здания терминала.

### Конец 1960-х — 1978 год: перед дерегулированием авиаперевозок
В конце 1960-х годов инфраструктура аэропорта подверглась серьёзной реконструкции и расширению операционных мощностей. В 1967 году Eastern Air Lines открыла новый единый блок обслуживания пассажиров, перенеся в него все собственные залы из западного крыла аэропорта. В этом блоке работали восемь выходов на посадку (гейтов), каждый со своим собственным залом ожидания вылета, а также бар-закусочная и зал получения багажа для прибывших пассажиров. Регистрация на рейсы Eastern Air Lines, тем не менее, продолжала проходить в центральной зоне пассажирского терминала.
Два года спустя параллельно действующему центральному блоку на первом этаже был построен и введён в действие новый пассажирский конкорс терминала, в который перешли авиакомпании Piedmont Airlines, Eastern Air Lines и Delta Air Lines, после чего центральный зал обслуживания пассажиров был выведен из эксплуатации и впоследствии демонтирован. Новый конкорс включал в себя отдельные залы отправления пассажиров, блок туалетных комнат и большую область получения багажа с багажными каруселями. В восточной части главного терминала осталось обслуживание пассажиров United Airlines.
В 1973 году Eastern Air Lines получила в своё распоряжение ещё два гейта в западном крыле пассажирского терминала.

### 1978—1989 годы: становление хаба
После принятия федерального «Закона о дерегулировании авиакомпаний» число пассажиров в аэропорту Шарлотт в период с 1978 по 1980 годы увеличилось почти вдвое. Для того, чтобы обеспечить обработку резко возросшего трафика в 1979 году была построена новая взлётно-посадочная полоса длиной 3000 метров и введена в эксплуатацию новая диспетчерская вышка. Принятый в 1979 году генеральный план реконструкции аэропорта содержал в себе строительство новых зданий пассажирских терминалов и рулёжных дорожек с взлётно-посадочных полос аэропорта.
В 1979 году авиакомпания Piedmont Airlines приняла решение развернуть в аэропорту Шарлотт транзитный узел (хаб) для расширения собственной маршрутной сети авиаперевозок. В 1982 году сдан в эксплуатацию новый пассажирский терминал площадью 30 200 квадратных метров и аэропорт сменил своё название на современное Международный аэропорт Шарлотт/Дуглас. В 1987 году Piedmont Airlines открыла первый беспосадочный рейс в Лондон.
В середине 1980-х годов прежнее здание пассажирского терминала было переоборудовано в грузовые склады, а более десяти лет спустя перестроено под офисные помещения. Контрольная диспетчерская вышка также была выведена из эксплуатации в конце 1990-х годов.
В 1989 году произошло слияние двух крупных авиаперевозчиков, Piedmont Airlines и USAir, объединённая авиакомпания сохранила название USAir и продолжила дальнейшее наращивание объёмов пассажирских перевозок в Международном аэропорту Шарлотт/Дуглас.

### С 1990 по 2004 годы: экспансия US Airways

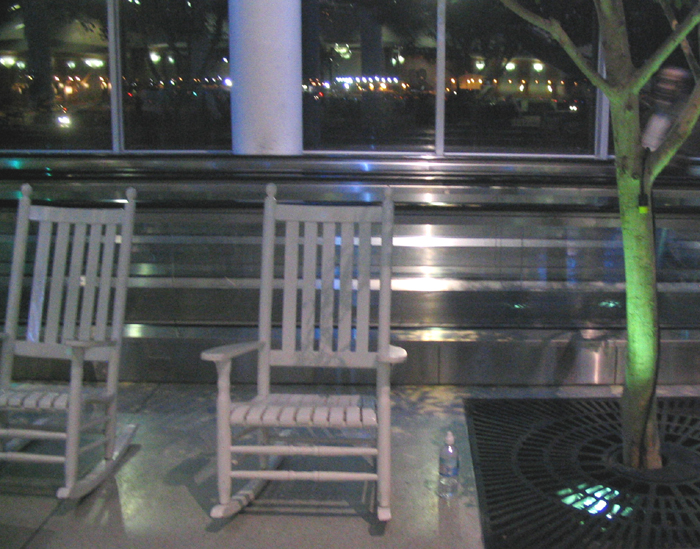
Между конкорсами аэропорта, февраль 2005 года

Быстрый рост объёмов авиаперевозок в Международном аэропорту Шарлотт/Дуглас повлёк за собой процесс постоянной реконструкции и модернизации терминального комплекса аэропорта. В 1990 году был сдан в эксплуатацию новый конкорс площадью 7400 м² рассчитанный на обслуживание рейсов международных и внутренних направлений. В 1991 году продолжилось дальнейшее расширение инфраструктуры терминалов, направленное на обеспечение пассажирских потоков магистральной авиакомпании USAir. Перед входом в главный терминал аэропорта была поставлена монументальная бронзовая статуя королевы Шарлотты Мекленбург-Стрелицкой, в честь которой был назван город Шарлотт.
В 1992 году немецкая авиакомпания Lufthansa открыла беспосадочный рейс во Франкфурт на самолётах Boeing 747. Авиамаршрут в Германию был вскоре отменён и восстановлен только в 2003 году рейсами в Мюнхен на дальнемагистральных самолётах Airbus A340-600. В 1994 году британская British Airways запустила беспосадочный рейс Шарлотт-Лондон в рамках партнёрского соглашения с авиакомпанией USAir. Впоследствии рейс был отменён по причине того, что обе авиакомпании оказались в разных глобальных альянсах пассажирских авиаперевозок.
Смена наименования авиакомпании USAir на US Airways и последовавшая за этим масштабная реорганизация перевозчика не повлияли на статус главного хаба Международного аэропорта Шарлотт/Дуглас. В 1999 году было объявлено о планах по строительству нового конкорса для обслуживания региональных маршрутов US Airways (ныне — конкорс E аэровокзала) и масштабному расширению операционных площадей в конкорсах A и D.
В 2002 году в конкорсе E открыты 32 новых выходов на посадку (гейтов и US Airways вводит беспосадочные рейсы из Шарлотт в Белиз, Фрипорт, Провиденсьялес, Пунта Кану и Санта-Крус.
В 2003 году была расширена основная зона регистрации билетов за счёт строительства восточного крыла, ввода в действие 13 дополнительных стоек регистрации и нового контрольно-пропускного пункта проверки безопасности. Конкорс D аэропорта был расширен новыми 9-ю гейтами. В том же году US Airways ввела новые направления полётов в Коста-Рику, Мехико и Сент-Китс.

### С 2005 года по настоящее время

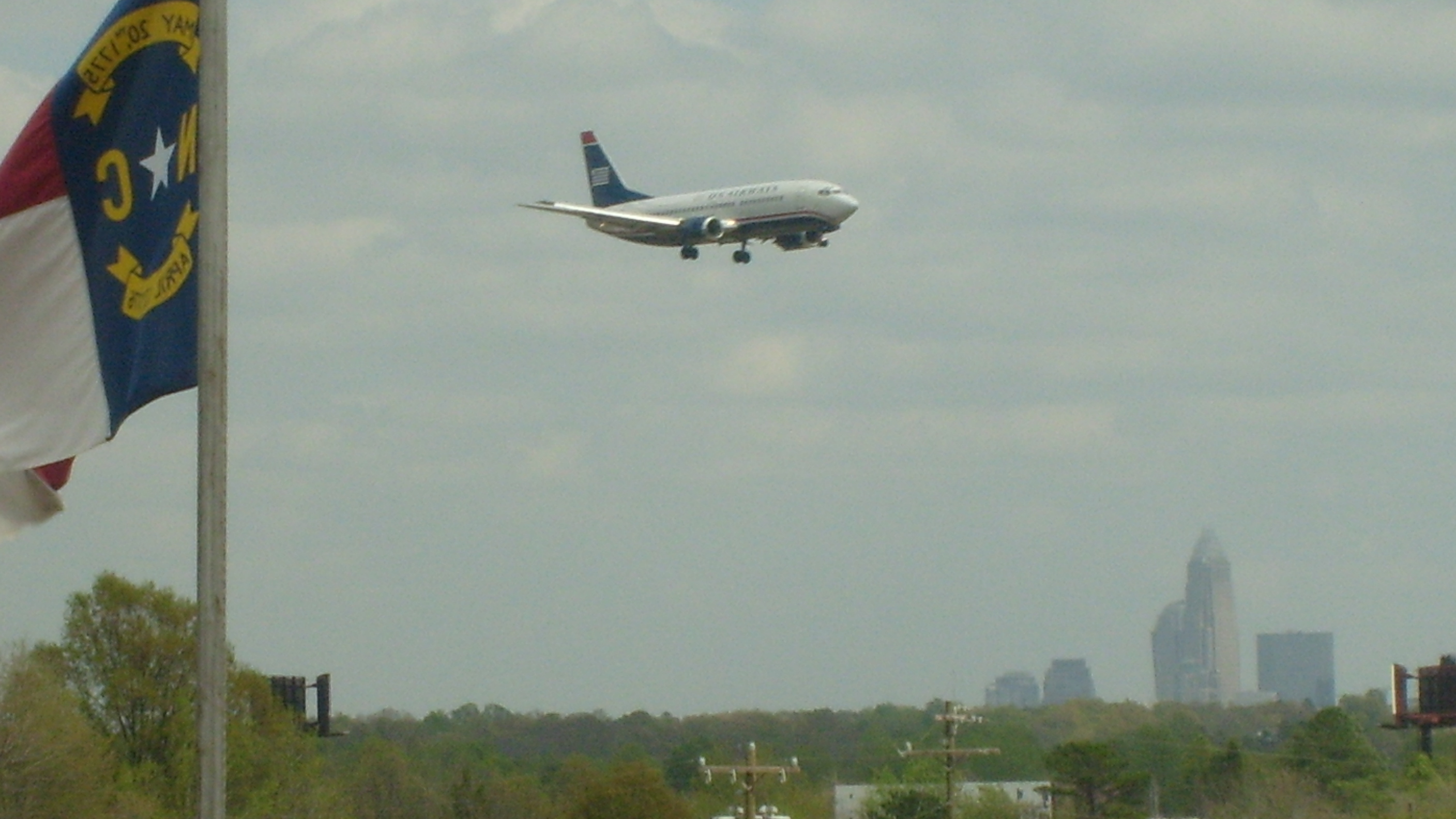
Посадка Boeing 737—300 авиакомпании US Airways в Международном аэропорту Шарлотт/Дуглас, апрель 2008 года

После приобретения US Airways путём обратного поглощения авиакомпании America West Airlines Международный аэропорт Шарлотт/Дуглас становится главным хабом авиакомпании на внутренних перевозках. Большинство международных рейсов при этом переводятся во второй хаб в Международном аэропорту Филадельфия.
По состоянию на апрель 2007 года Международный аэропорт Шарлотт/Дуглас занял первое место в списке наиболее динамично развивающихся аэропортов США и вошёл в число тридцати аэропортов мира по показателю объёма пассажирского потока в год. В ближайших планах руководства аэропорта строительство нового здания пассажирского терминала в северо-западной части комплекса для обслуживания рейсов в страны Карибского бассейна и Латинской Америки. Министерством транспорта США выдано разрешение авиакомпании US Airways на открытие с 2010 года рейса Шарлотт-Пекин с промежуточной посадкой в Международном аэропорту Филадельфии.

### Строительство
Весной 2007 года началось строительство четвёртой взлётно-посадочной полосы. Ввод в действие полосы длиной 2700 метров и параллельной двум первым полосам позволит увеличить пропускную способность аэропорта по взлётам и посадкам воздушных судов примерно на 33 процента. Новая ВПП находится к западу от трёх существующих взлётно-посадочных полос. Строительство ВПП потребовало перенос части автомобильной дороги Wallace Heel Road, которая проходила по прежней западной границе аэропорта.
Проект возведения четвёртой взлётно-посадочной полосы состоял из двух этапов. Работы по первому этапу начались в марте 2007 года и включали в себя расчистку местности и дренаж почвы. На втором этапе, начавшемся 4 июля 2008 года, проводились работы по укладке асфальта и установке осветительных конструкций взлётно-посадочной полосы. Утром 20 ноября 2008 года маркировка ВПП 18R/36L была изменена на 18C/36C в преддверии предстоящего ввода в эксплуатацию четвёртой полосы, получившей маркировку 18R/36L.
Согласно планам работы по строительству четвёртой взлётно-посадочной полосы будут завершены зимой 2009 года и после установки навигационного оборудования ВПП будет введена в действие к весне 2010 года. Весь проект финансируется за счёт субсидий федерального бюджета, дополнительных пассажирских сборов и выпущенных ценных бумаг. Строительство полосы повлечёт за собой существенную перестройку автодорог, проходящих рядом с аэропортом, включая и возведение новых автомобильных развязок.

## Авиакомпании и пункты назначения

### Конкорс A
Конкорс A содержит 12 выходов на посадку (гейтов) с номерами A1 — A12.
Гейты A5 и A7 используются авиакомпанией Northwest Airlines для обслуживания рейсов в Столичный аэропорт Дейтрот округа Уэйн, Международный аэропорт Мемфис и Международный аэропорт Миннеаполис/Сент-Пол.
Конкорс A — единственный в аэропорту Шарлотт, который не используется авиакомпанией US Airways.

### Конкорс B
Конкорс B содержит 16 гейтов с номерами B1 — B16.

### Конкорс C
Конкорс C содержит 18 гейтов с номерами C2 — C19.

### Конкорс D
Конкорс D содержит 13 гейтов с номерами D1 — D13.

### Конкорс E
Конкорс E содержит 33 гейта с номерами E1 — E30, E31A-B и E32A-B.

## Авиапроисшествия и несчастные случаи
- 11 сентября 1974 года, рейс 212 авиакомпании Eastern Air Lines Чарльстон (Южная Каролина) — Шарлотт, самолёт Douglas DC-9-31 (регистрационный номер N8984E). При заходе на посадку в условиях тумана на полосу 36R аэропорта Шарлотт самолёт задел верхушки деревьев и стал резко терять высоту. Несмотря на установленный лётчиком взлётный режим, лайнер срезал верхние части деревьев, потерял крылья, получил повреждения топливных баков, в результате чего потерял 6 тонн авиакеросина, и рухнул в овраг в 5,3 километрах от аэропорта. Из 82 человек на борту самолёта выжили 10, известный американский актёр и режиссёр Стивен Кольбер потерял в этой катастрофе отца и двух братьев. Причиной авиакатастрофы названы грубейшие нарушения экипажем лётных инструкций и отсутствие дисциплины в кабине самолёта во время выполнения захода на посадку[10][11].
- 19 января 1988 года, грузовой рейс авиакомпании Mountain Air Cargo Эри (Пенсильвания) — Шарлотт, самолёт de Havilland Canada DHC-6 Twin Otter 200 (регистрационный номер N996SA). При заходе на посадку в Международном аэропорту Шарлотт/Дуглас самолёт ушёл ниже глиссады и разбился в полутора километрах от аэропорта. Погиб пилот[12].
- 2 июля 1994 года, рейс 1016 авиакомпании USAir Колумбия — Шарлотт, самолёт McDonnell Douglas DC-9 (регистрационный номер N954VJ). При заходе на посадку в Международном аэропорту Шарлотт/Дуглас в грозу разбился во время ухода на второй круг после прерванного захода на взлётно-посадочную полосу 18R. Погибло 37 из 52 человек, находившихся на борту.
- 8 января 2003 года, рейс 5481 авиакомпании Air Midwest под брендом US Airways Express Шарлотт-Гринвилл/Спартанберг, самолёт Beechcraft 1900D (регистрационный номер N233YV). Разбился через 37 секунд после взлёта из аэропорта Шарлотт, погибли все находившиеся на борту (19 пассажиров и 2 члена экипажа).
- 15 января 2009 года, рейс 1549 авиакомпании US Airways Нью-Йорк-Шарлотт-Сиэтл, самолёт Airbus A320 (регистрационный номер N106US). После взлёта из нью-йоркского аэропорта Ла Гардиа совершил аварийную посадку на воду реки Гудзон, никто из 155 человек на борту серьёзно не пострадал. Причиной инцидента стало столкновение самолёта со стаей птиц и последовавший за этим выход из строя обоих двигателей.